# Dacalana cotys
Dacalana cotys là một loài bướm ngày thuộc họ Lycaenidae, được tìm thấy ở Đông Nam Á.
Loài này phân bố rộng từ Ấn Độ Sikkim về phía đông đến Assam và qua phía bắc Myanma và Thái Lan.

## Hình ảnh

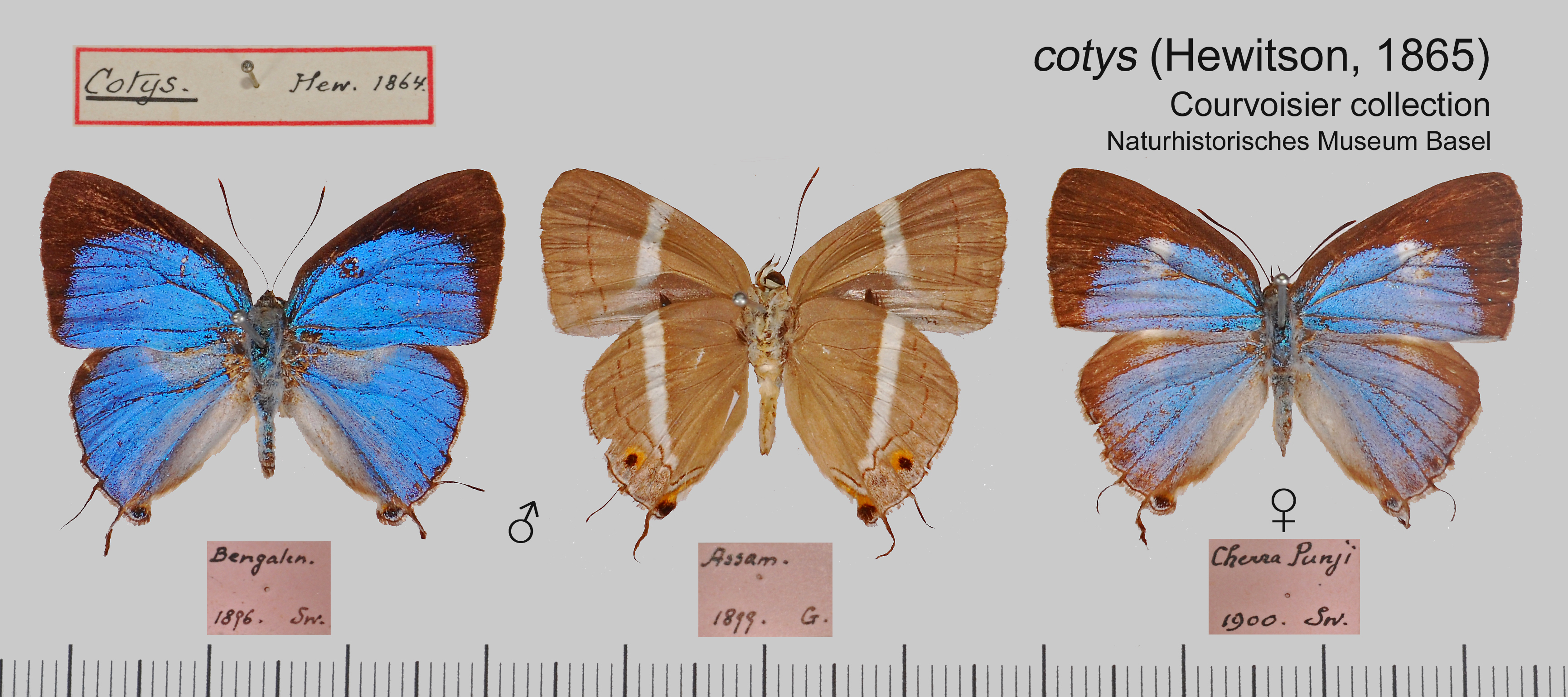
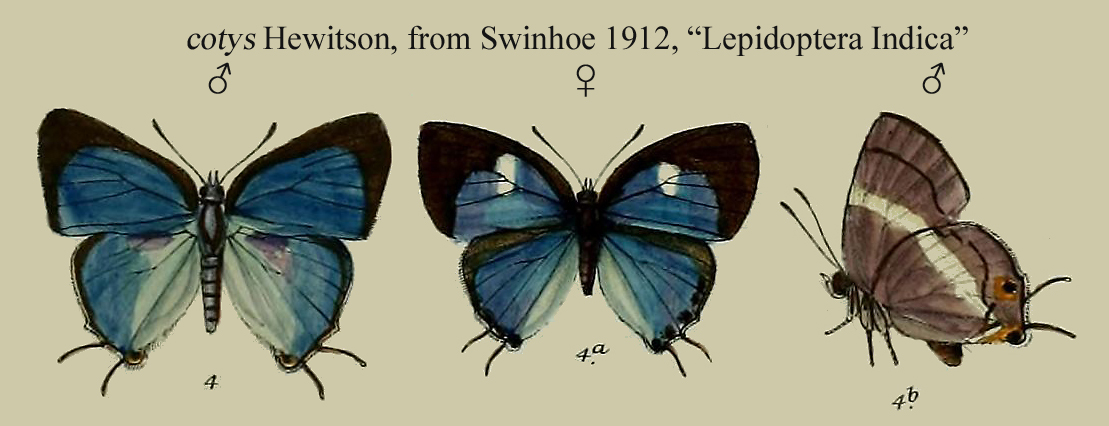
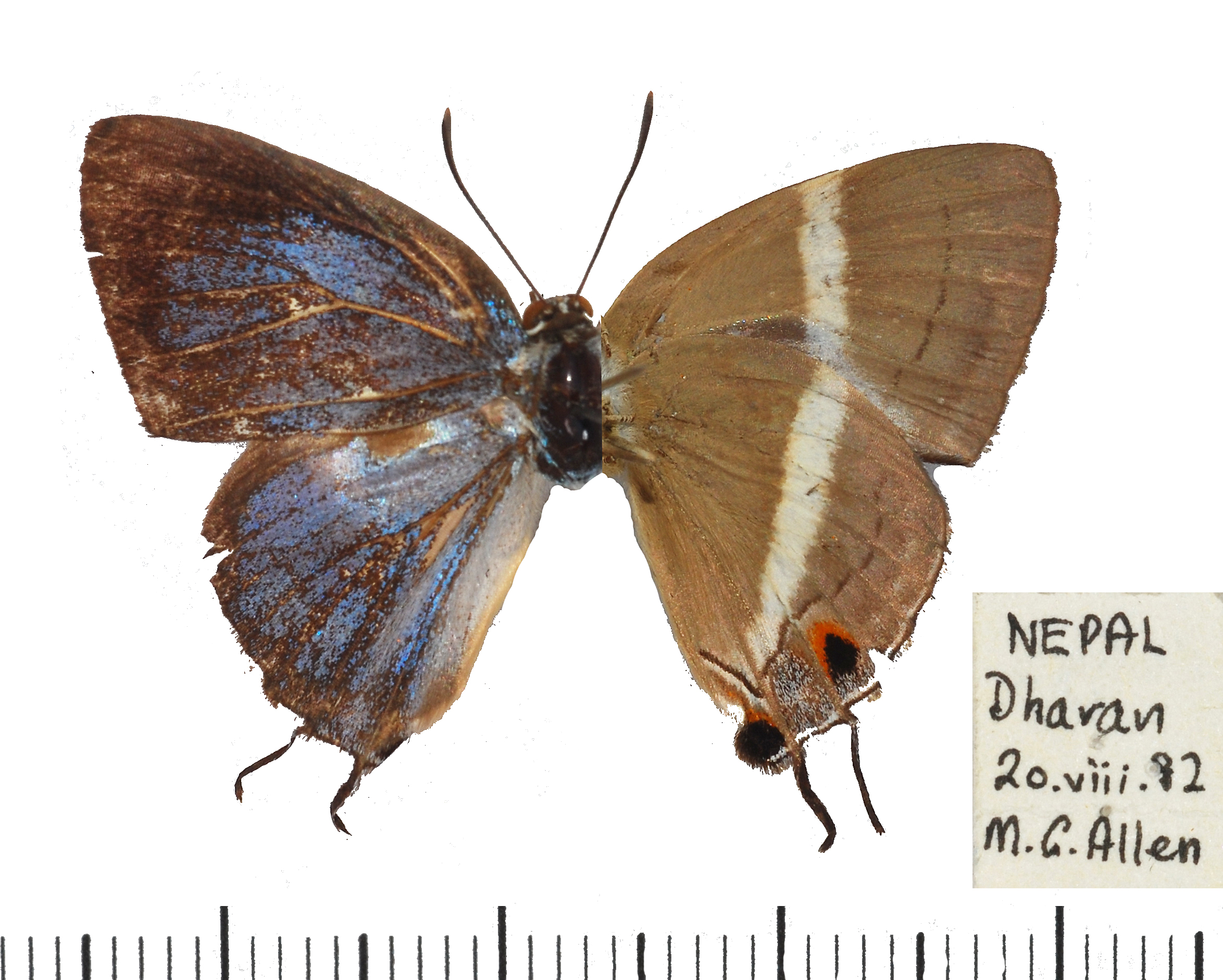
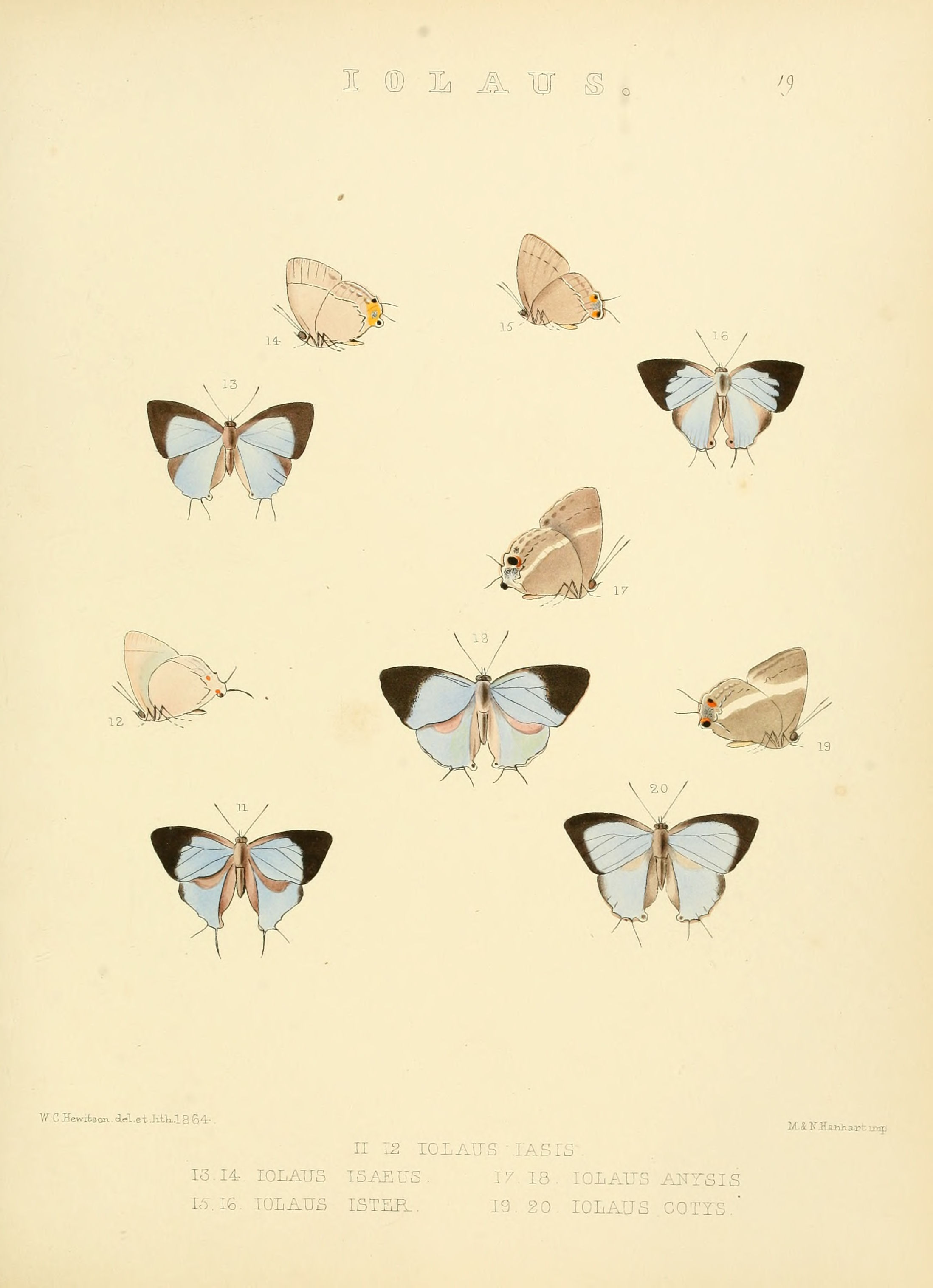